# Underdogs
Underdogs är ett svensk TV-program från 2023 som hade premiär på SVT den 17 mars 2023. Programledare för serien är Anis Don Demina. Peppe Eng och Erik Ekstrand kommenterar tävlingarna.

## Upplägg
I Underdogs tävlar sju kända svenskar tillsammans med sina hundar i agility. De blir coachade av Eva Marie Wergård, en som förutom agilitycoach även är utbildad etolog och idrottspsykolog. Hon har hjälp av Semir Ajanic, som tävlar i agility på landslagsnivå.  

## Medverkande
De tävlande som medverkar i programmet är: 
- Anders Bagge, som slutade på femte plats
- Nicole Falciani
- Dogge Doggelito, som slutade på sjunde plats
- Theoz, som slutade på sjätte plats
- Johanna Lind Bagge
- Klara Doktorow
- Christian ”Kicken” Lundqvist